# Thomas Tudor Tucker
Thomas Tudor Tucker, född 25 juni 1745 på Bermuda, död 2 maj 1828 i Washington, D.C., var en amerikansk politiker. Han var ledamot i den första amerikanska kongressen.